# Crocidura nanilla
Crocidura nanilla là một loài động vật có vú trong họ Chuột chù, bộ Soricomorpha. Loài này được Thomas mô tả năm 1909.
Nó được tìm thấy ở Guinea, Kenya, Mauritania, Sénégal, Tanzania và Uganda. Môi trường sống tự nhiên của nó là savanna khô và savanna ẩm.